# Jiutepec
Jiutepec es una localidad del estado mexicano de Morelos. Es la cabecera del municipio de Jiutepec.

## Demografía
| Gráfica de evolución demográfica |
|                                  |

| Censo | Población |
| ----- | --------- |
| 1900  | 1 059     |
| 1910  | 979       |
| 1921  | 407       |
| 1930  | 671       |
| 1940  | 880       |
| 1950  | 1 279     |
| 1960  | 2 616     |
| 1970  | 4 418     |
| 1980  | 4 768     |
| 1990  | 82 845    |
| 1995  | 125 148   |
| 2000  | 142 459   |
| 2005  | 153 704   |
| 2010  | 162 427   |
| 2020  | 174 629   |